# Pabellón de deportes La Tejerona
El pabellón de deportes La Tejerona es un estadio cubierto, propiedad del Ayuntamiento de Gijón, ubicado en Gijón, Asturias (España). En él disputan sus partidos oficiales el Club Balonmano Gijón y el Club Deportivo Astures.
Está situado en la calle Juan Botas del barrio de Ceares, en el del distrito este de Gijón y cuenta con sala de musculación y campos reglamentarios para practicar baloncesto, balonmano, fútbol sala, voleibol y bádminton.
Fue construido por Constructora Los Alamos S.A. y se inauguró el 1 de febrero de 2011 con cargo a fondos del primer plan E.